# Iunie
ianuarie • februarie • martie  • aprilie  • mai  • iunie  • iulie  • august  • septembrie  • octombrie  • noiembrie  • decembrie

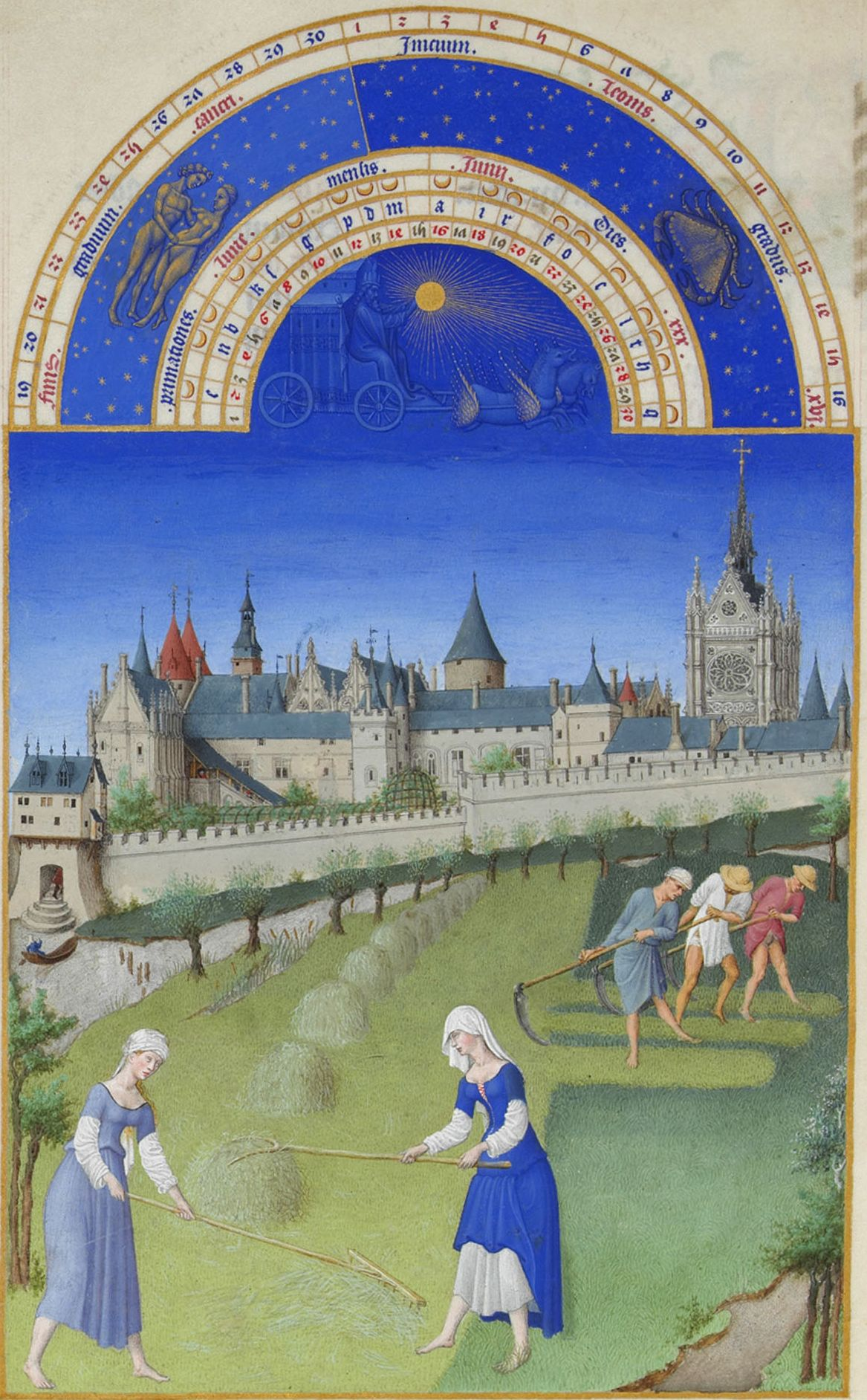
Iunie - Les Très Riches Heures du duc de Berry

Iunie este a șasea lună a anului în calendarul gregorian și una dintre cele patru luni gregoriene cu o durată de 30 de zile.
Biserica Catolică dedică luna iunie Sfintei Inimi a lui Isus, a cărei zi de sărbătoare este vinerea după a doua duminică după Rusalii.

Luna durează de 30 de zile iar în jurul datei de 21 iunie este solstițiu de vară, marcând ziua cea mai lungă a anului.
Iunie începe (astrologic) cu soarele în semnul Gemenilor și sfârșește în semnul Racului. Din punct de vedere astronomic, luna iunie începe cu soarele în constelația Taurului și se sfârșește cu soarele în constelația Gemenilor.
Numele lunii iunie (latină: Iunius) vine de la zeița romană Iuno, soția lui Jupiter și protectoarea femeilor măritate.
Grecii numeau luna iunie Skirophorion.
În România, luna iunie, popular, se numește Cireșar. 

I.L.Caragiale spunea despre luna iunie Se inventează o nouă umbrelă pentru picioare, în vederea sistemului de stropire a stradelor Capitalei.